# STS-85
是历史上第85次航天飞机任务，也是發現號太空梭的第23次太空飞行。

## 任务成员
- 柯提斯·布朗（Curtis Brown，曾执行、以及任务），指令长
- 肯特·罗明格（Kent V. Rominger，曾执行、以及任务），飞行员
- 简·戴维斯（Jan Davis，曾执行、以及任务），任务专家
- 斯蒂芬·罗宾逊（Stephen Robinson，曾执行、以及任务），任务专家
- 罗伯特·科尔宾（Robert Curbeam，曾执行、以及任务），任务专家
- 布亚尼·特里格瓦森（Bjarni Tryggvason，加拿大宇航员，曾执行任务），有效载荷专家